# 章樸
章樸，浙江宁海人，明朝政治人物。
永樂二年（1404年），其中进士甲申科二甲第十七名，後被選為翰林院庶吉士，編撰永樂大典。方孝孺死后，章樸收藏方的文集，而被逮捕。獄中，與鴻臚寺序班楊善關押在一起，變成好友，章樸透露家中還有孝孺文集未及銷毀。楊善將其舉報，章樸因此被殺，而楊善得以復官。章樸弟宗简击鼓，愿以身代罪，一并被诛。